# Unité chargée de la politique de développement des énergies renouvelables
L'Unité chargée de la politique de développement des énergies renouvelables en abrégé uc/PDER est une entité gouvernementale sous l'autorité de la Présidence de la République du Bénin. Elle a à sa tête Yémalin Arnaud Zannou qui en est le coordinateur.

## Histoire
L'uc/PDER voit le jour après la dissolution par décret N° 2018-015 du 17 janvier 2018 portant dissolution de l'Agence nationale pour le développement des énergies renouvelables (ANADER). Ainsi, un mois après, l'existence de l'uc/PDER est entérinée par le décret N° 2018-050 du 15 février 2018  portant création et mise en place de l'Unité Chargée de la Politique de Développement des Energies Renouvelables (uc/PDER),,,,.

## Mission et attributions
La mission principale de l'unité consiste à fournir une aide technique au gouvernement en ce qui concerne l'élaboration de la politique de développement des énergies renouvelables et la surveillance de sa réalisation,.